# Zarrab
Zarrab (azerbajdzjanska: Zərrab) är en ort i Azerbajdzjan.   Den ligger i distriktet Oğuz Rayonu, i den centrala delen av landet, 220 km väster om huvudstaden Baku. Zarrab ligger 430 meter över havet och antalet invånare är 272.
Terrängen runt Zarrab är platt norrut, men söderut är den kuperad. Närmaste större samhälle är Oğuz, 15,0 km norr om Zarrab. 
Trakten runt Zarrab består till största delen av jordbruksmark. Runt Zarrab är det ganska glesbefolkat, med 38 invånare per kvadratkilometer.